# Норенко, Владимир Васильевич
Владимир Васильевич Норенко (род. 30 апреля 1940, Ленинград) — советский и российский театральный педагог, актёр, режиссёр, кандидат искусствоведения, профессор кафедры актёрского искусства Российского государственного института сценических искусств, заслуженный работник культуры Российской Федерации, член Союза театральных деятелей Российской Федерации.

## Биография
Владимир Васильевич Норенко родился 30 апреля 1940 года в Ленинграде. В 1958 году окончил Военную среднюю школу № 14 в Фюрстенвальде/Шпрее при Группе советских войск в Германии (ГСВГ), с 1958 года по 1959 год — курсант Ленинградского зенитного артиллерийского технического училища (ЛЗАТУ), в 1959 году демобилизовался из училища и поступил в Ленинградский государственный институт культуры им. Н. К. Крупской на курс А.Пергамента и Г.Иванова, который окончил в 1964 году по специальности «Режиссура народного театра». На пятом курсе обучения, в1963 году, стал режиссером в Кандалакшском Доме офицеров, где прослужил до 1965 года. С 1965 года по 1968 год преподавал в Ленинградском государственном институте культуры им. Н. К. Крупской.
В 1968 году поступил в аспирантуру Ленинградского государственного института театра, музыки и кинематографии на кафедру режиссуры к Георгию Александровичу Товстоногову, в 1971 году завершил обучение. После окончания аспирантуры, в 1971 году, вернулся к преподавательской деятельности в Ленинградском государственном институте культуры им. Н. К. Крупской, где учил будущих режиссеров до 1976 года. В 1977 году работал художественным руководителем в Ленинградском ДК имени Капранова. С 1977 года по 1978 год преподавал на кафедре режиссуры Ленинградского государственного института театра, музыки и кинематографии. С апреля 1978 года по август 1981 года был главным режиссером Севастопольского академического русского драматического театра им. А. В. Луначарского. С 1981 года по 1983 год преподавал на кафедре театрального искусства в Высшей профсоюзной школе культуры. В ноябре 1983 года пришел на кафедру актерского искусства в Ленинградский государственный институт театра, музыки и кинематографии, где и трудится по сей день. За годы работы в институте В. В. Норенко сотрудничал с такими известными театральными педагогами, как А. А. Музиль и И. П. Владимиров. С 1987 года сам руководит актерской мастерской. Им выпущено девять курсов артистов драматического театра и кино. В. В. Норенко воспитал более ста артистов, которые сегодня успешно работают в театрах Санкт-Петербурга, Москвы, Севастополя, Воронежа, Челябинска, Пскова, Новгорода, Барнаула, Красноярска и других российских городов, а также в Германии, США, на Кипре. Многие из его выпускников имеют почетные звания Российской Федерации. В 1984 году В. В. Норенко защитил диссертацию на соискание ученой степени кандидата искусствоведения по теме «Режиссерский замысел в структуре спектакля», в 1990 году В. В. Норенко было присвоено ученое звание доцента, с 1999 года работает в должности профессора кафедры актерского искусства РГИСИ. Снимается в кино.

### Семья
- Мать — Норенко (в девичестве Макарова) Анисия Прохоровна (08.01.1913—03.07.1985);
- Отец — Норенко Василий Иванович (08.03.1913—13.12.1995);
- Жена — Бируля Ирина Михайловна, 20.12.1945 г.р., художник, член Всемирного Клуба Петербуржцев, лауреат международной премии имени Николая Рериха (2014)[5] , член Союза художников России, член Союза театральных деятелей России, Член IFA Международной федерации художников[6].

## Награды и звания
- Государственная награда Республики Хакасия почетное звание «Заслуженный работник культуры республики Хакасия» 1994 год[7].
- Медаль «В память 300-летия Санкт-Петербурга» Указ Президента Российской Федерации от 19 февраля 2003 года № 210.
- Государственная награда Республики Тыва почетное звание «Заслуженный деятель искусств республики Тыва» 2003 год[8].
- Благодарность Губернатора Санкт-Петербурга «За большой вклад в развитие культуры и искусства Санкт-Петербурга и системы высшего профессионального образования», 2009 год.
- Заслуженный работник культуры Российской Федерации «За заслуги в области культуры и многолетнюю плодотворную работу»[9], 2010 год.
- Государственная награда Республики Хакасия Орден «За заслуги перед Хакасией»,[10], Постановление Главы Республики Хакасия, Председателя правительства Республики Хакасия от 05.06.2018 г. № 87-н.
- Почётная грамота Губернатора Санкт-Петербурга «За многолетний добросовестный труд, большой вклад в развитие культуры и театрального искусства Санкт-Петербурга», постановление Губернатора Санкт-Петербурга от 17.06.2019 года № 226-пгк.
- Памятная медаль и грамота Президента Российской Федерации «За бескорыстный вклад в организацию Общероссийской акции взаимопомощи #МыВместе»[11][12]
- Медаль Республики Тыва «За заслуги перед Республикой Тыва» (6 февраля 2023 года) — «За многолетний добросовестный труд в деле подготовки высококвалифицированных специалистов в сфере культуры и искусства, плодотворное сотрудничество в сфере театрального искусства»[13];

## Творчество

#### Режиссёр
- 1963 «Горя бояться — счастья не видать», автор Самуил Маршак, Театр Советской Армии, г. Кандалакша
- 1964 «Снежок», автор В.Любимова, Кандалакшский театр юного зрителя
- 1965 «Иркутская история», автор Алексей Арбузов, Театр Советской Армии, г. Кандалакша
- 1965 «Между ливнями», автор Александр Штейн, Театр Советской Армии, г. Кандалакша
- 1968 «Вечно живые», автор Виктор Розов, Народный театр при ДК им. Первой Пятилетки, г. Ленинград
- 1969 «Мария», пьеса, автор Исаак Бабель, Народный театр при ДК Промкооперации, г. Ленинград
- 1970 «Тоот, другие и майор», автор Иштван Эркень, Ставропольский академический ордена «Знак Почёта» театр имени М. Ю. Лермонтова
- 1972 «Трибунал», автор Андрей Макаёнок, Алтайский краевой театр драмы, г. Барнаул
- 1973 «Родственники», авторы Эмиль Брагинский и Эльдар Рязанов, Алтайский краевой театр драмы, г. Барнаул
- 1978 «Кот в сапогах», по Ш.Перро, Севастопольский русский драматический театр имени А. В. Луначарского
- 1978 «Беpег» по Ю. Бондаpеву, Севастопольский русский драматический театр имени А. В. Луначарского, (эта постановка была пpизнана лучшей в Укpаине в сезоне 1977—1978 гг.)[14]
- 1979 «Энеpгичные люди» по В. Шукшину, Севастопольский русский драматический театр имени А. В. Луначарского[14].
- 1979 «Горе от ума» А. Грибоедов, Севастопольский русский драматический театр имени А. В. Луначарского.
- 1980 «Тpетья pакета» по В. Быкову, Севастопольский русский драматический театр имени А. В. Луначарского[14].
- 1980 «Мы, нижеподписавшиеся», по Александру Гельману, Севастопольский русский драматический театр имени А. В. Луначарского
- 1980 «Закон вечности», по Нодару Думбадзе, Севастопольский русский драматический театр имени А. В. Луначарского
- 1980 «Финал», автор П.Строгов, Севастопольский русский драматический театр имени А. В. Луначарского.
- 1980 «Храбрый портняжка», сказка братьев Гримм, Севастопольский русский драматический театр имени А. В. Луначарского.
- 2003 «Женитьба», автор Н.Гоголь, Тувинский национальный музыкально-драматический театр имени В. Кок-оола[15]
- 2003 «Правда хорошо, а счастье лучше», автор А. Н. Островский, Тувинский национальный музыкально-драматический театр имени В. Кок-оола[15]
- 2011 «Счастье моё», автор А.Червинский, Кудымкарский театр драмы имени Максима Горького[16]
- 2011 «Женитьба», автор Н.Гоголь, Хакасский драматический театр имени А. М. Топанова[17]
- 2017 «Счастье моё», автор А.Червинский, Севастопольский русский драматический театр имени А. В. Луначарского[18]

#### Режиссёрские работы со студентами
- 1966 год «Подщипа», И. А. Крылов Ленинградский государственный институт культуры им. Н. К. Крупской.
- 1968 год «Слон», А. А. Копков Ленинградский государственный институт культуры им. Н. К. Крупской.
- 1971 год «А зори здесь тихие», автор Борис Васильев, Ленинградский государственный институт культуры им. Н. К. Крупской.
- 1985 год «Он упал на траву», по повести В.Драгунского, ЛГИТМиК им. Н. К. Черкасова.
- 1986 год «Эффект Редькина», А. Козловский, ЛГИТМиК им. Н. К. Черкасова.
- 1990 год Рассказы А. П. Чехова, ЛГИТМиК им. Н. К. Черкасова.
- 1991 год «Билокси Блюз», Н.Саймон, ЛГИТМиК им. Н. К. Черкасова.
- 1991 год «Храбрый портняжка», сказка братьев Гримм, ЛГИТМиК им. Н. К. Черкасова.
- 1991 год «Кот в сапогах», Шарль Перро,ЛГИТМиК им. Н. К. Черкасова.
- 1993 год «Правда хорошо, а счастье лучше», автор А. Н. Островский Санкт-Петербургская государственная академия театрального искусства.
- 1995 год «Женитьба», автор Н.Гоголь Санкт-Петербургская государственная академия театрального искусства.
- 1999 год «Тени», автор М. Е. Салтыков-Щедрин Санкт-Петербургская государственная академия театрального искусства.
- 1999 год «В чужом пиру похмелье», автор А. Н. Островский Санкт-Петербургская государственная академия театрального искусства.
- 2002 год «Тувинский метеорит», Санкт-Петербургская государственная академия театрального искусства.
- 2010 год «Про любопытного слонёнка и капризного короля» (две добрые английские сказки), Санкт-Петербургская государственная академия театрального искусства.
- 2011 год «Ящерица» (детектив каменного века), А. М. Володин, Санкт-Петербургская государственная академия театрального искусства.
- 2015 год «Счастье моё», автор А.Червинский Санкт-Петербургская государственная академия театрального искусства.
- 2022 год «Дневник рядового Ю», по пьесе С.Нила «Билокси Блюз», Российский государственный институт сценических искусств, художественный руководитель постановки.

#### Актёрские работы в кино и телевизионных сериалах
- 1997—2009 — Улицы разбитых фонарей — Боцман Киреев[19]
- 2001- Чёрный ворон — Антиквар, режиссеры Б.Горлов, И.Москвитин[19]
- 2004 — Фабрика грёз — Вася-Питерский, режиссер Дмитрий Астрахан[19]
- 2005 — Агент национальной безопасности — Жора Тифлисский, режиссер Влад Фурман[19]
- 2005 — Господа присяжные — Присяжный, режиссер Евг. Иванов[19]
- 2005 — Чертогон — Купец, режиссер А.Железняков[19]
- 2005 — Морские дьяволы — Адмирал Чернов, режиссер К.Капица, М.Соловцова[19]
- 2006 — Полонез Кречинского — Жандарм, режиссер В.Дубровицкий[19]
- 2006 — Пари — Директор телецентра, режиссер Б.Павлов-Сильвинский[19]
- 2006 — Дом с привидениями. Двое из ларца — Генерал, режиссер И.Мужжухин[19]
- 2007 — Мечта — бухгалтер у айсоров, режиссер С.Снежкин[19]
- 2007 — Катерина — Бывший политзаключенный, режиссеры Д.Михайович, Е.Семенов[19]
- 2007 — Пером и шпагой — Граф Воронцов, режиссер Евг. Иванов[19]
- 2007 — Антонина обернулась — Врач-психиатр, Г.Никулин[19]
- 2007 — Расплата — Отец Амелиной, С.Винокуров[19]
- 2008 — Сайд-степ — Георгий — тренер по боксу, режиссер М.Мигунова[19]
- 2008 — Слово женщине — Депутат, режиссер П.Симонов[19]
- 2008 — Дорожный патруль (серия «Порожний рейс») — Соколов, комендант аэродрома, режиссер Ю.Цуркан[19]
- 2008 — Эра стрельца — эпизод, режиссер М.Кубринский[19]
- 2009 — Соло для пистолета с оркестром — Марк Наумович Баум, пластический хирург, режиссер Д.Тюрин[19]
- 2009 — Мамочка, я киллера люблю — Ерофеев, директор фирмы «Лагуна», В.Фурман[19]
- 2009 — Летучий отряд — Генерал МВД, Ю.Оленников[19]
- 2010 — Дилер — Врач-хирург, режиссеры В.Бутурлин, А.Лебедев[19]
- 2010 — Тульский Токарев — Саша «Есаул», режиссер А.Мурадов[19]
- 2011 — Катя. Продолжение — Яков Сергеевич, помощник антиквара, режиссер А.Мурадов
- 2012 — Честь самурая — Виктор, режиссер Н.Якушева[19]
- 2012 — Мать-и-мачеха — Психолог, режиссер Д.Светозаров
- 2013 — Шерлок Холмс — эпизод, режиссер А.Кавун[19]
- 2014 — Гончие-6 — эпизод, режиссер В.Мызников[19]
- 2016 — Следователь Тихонов — Крест, режиссеры Сергей Снежкин, Эдуард Оганесян[19]
- 2018 — Купель Дьявола —  Загданский , режиссер А.Бутько[19]
- 2020 — Огонь —  Пожилой мужчина , режиссер Алексей Нужный[19]
- 2020 — Великолепная пятерка − 3 — 6 серия — Никто не любил старика —  Коробков , режиссеры Арменак Назикян, Сергей Полуянов (II)[19]
- 2019 — Условный мент − 2 — серия — 19 — Коварство и любовь —  Виктор Фёдорович , режиссеры Андрей Коршунов, Павел Смирнов (II), Андрей Щербинин, Дмитрий Аверин (II)
- 2019 — Алекс Лютый —  Водитель попутки , режиссер Леонид Белозорович
- 2019 — 2021 — Русские горки −  «Оливер Смит» / Гордон Гибсон / в зрелом возрасте, наемный убийца , режиссер Алеко Цабадзе[19]
- 2021 — Седьмая симфония — Капитан тендера, режиссер Александр Котт
- 2021 — Условный мент − 3 — серия — 15 — Суд присяжных —  Виктор Фёдорович , режиссеры Андрей Щербинин, Андрей Коршунов, Максим Бриус, Арменак Назикян, Анатолий Семёнов (V)